# Что происходит, когда любовь приходит
«Что происходит, когда любовь приходить» (серб. Šta se zgodi kad se ljubav rodi, на постере имеется надпись Lude Godine 6) — югославский комедийный фильм, шестая часть серии фильмов «Безумные годы». Режиссером кинопроекта является Зоран Чалич, создатель всех фильмов серии. Фильм был впервые показан по телевидению (с небольшим выпуском в кинотеатрах) 28 июня 1984 года.
Фильм «Что происходит, когда любовь приходить» получил в целом положительный отклик зрителей.
Следующий фильм, «Жикина династия», был выпущен в 1985 году.

## Сюжет
В музыкальной школе Миша влюбляется в молодую русскую девушку Наташу, которая в это время находится в Белграде. Но их родители думают, что они слишком молоды для любви, забывая о своих сумасшедших годах. Родители Наташи не допускают этих отношений, поэтому они возвращаются в Москву. В отличие от родителей, которые хотят разорвать отношения, Жика и Милан на их стороне. Жика начинает учить русский язык.

## В ролях
- Драгомир Боянич Гидра — Живорад Жика Павлович
- Марко Тодорович — Милан Тодорович
- Риалда Кадрич — Мария
- Владимир Петрович — Боба
- Никола Койо — Михайло Миша Павлович
- Гала Виденович — Наташа
- Елена Жигон — Елена Тодорович
- Лиляна Янкович — Вука
- Людмила Лисина — мама Наташи
- Бранко Джурич — отец Наташи
- Драган Лакович — дедушка Наташи
- Вука Дунджерович — графиня Ниночка Романова
- Лиляна Контич — Учитель
- Милош Жутич — директор музыкальной школы
- Весна Чипчич — Эльза
- Лиляна Шляпич — Женщина в автобусе
- Михайло Янкетич — Алёша
- Марина Колюбаева — беременная тетя Наташи в роддоме
- Предраг Милинкович — Почтальон
- Славица Джорджевич
- Страхиня Моич — Полицейский 1
- Ванеса Ойданич — Оля
- Ранко Ковачевич — русский таксист.
- Мирко Сиркович — Полицейский 2

## Критика
Фильм «Что происходит, когда любовь приходит» получил в целом положительный приём критиков, похвалившие сценарий, актёрскую игру и юмор, однако критиковавшие вторичный сюжет. На сайте IMDb фильм получил довольно высокий рейтинг в 7.1/10.

## Продолжение
«Жикина династия» — югославский комедийный фильм, снятый в 1985 году режиссером Зораном Чаличем. Он представляет собой седьмую часть серии фильмов «Безумные годы».